# (12324) Van Rompaey
(12324) Van Rompaey (1992 RS3) – planetoida z pasa głównego asteroid okrążająca Słońce w ciągu 3,4 lat w średniej odległości 2,26 j.a. Odkryta 2 września 1992 roku.